# 長縄正春
長縄 正春（ながなわ まさはる、男性、1984年5月25日 - ）は、日本のプロボクサー。岐阜県各務原市出身。岐阜県立各務原高等学校卒。岐阜ヨコゼキボクシングジム所属。元OPBF東洋太平洋フライ級王者。

## 経歴
- 高校在学中からボクシングを始めた。
- 2003年3月16日、デビュー戦を3RTKO判定で勝利。
- 2007年3月18日、13戦11勝2引分の無敗記録を引き下げ内藤大助が返上し空位の東洋太平洋フライ級王者決定戦をジョジョ・バルドンと争い、1-2の12R判定で敗れ、無敗記録が絶たれた[1]。この日の名古屋国際会議場は和賀寿和の東洋太平洋ミニマム級タイトルマッチと併せダブルタイトルマッチとなった。
- 2007年8月19日、ジョジョ・バルドンの防衛戦の相手として岐阜産業会館で再戦。2-1の12R判定で勝利し戴冠[2]。
- 2008年4月14日に大久保雅史との防衛戦をする予定だったが、左目が網膜剥離と診断され、3月25日に手術を行うも術後思わしくなく、23歳で引退。王座を返上した[3]。